# Benita Koch-Otte
Benita Koch-Otte   (Stuttgart, 23 de maig de 1892 - Bielefeld, 26 d'abril de 1976) era una teixidora, dissenyadora i artista tèxtil alemanya, que va estudiar a la Bauhaus. Va ser professora de la Universitat d'Art i Disseny de Burg Giebichenstein.

## Biografia
Benita Otte va néixer el 23 de maig de 1892 a Stuttgart, Alemanya.
En acabar els estudis a l'Institut de Krefeld, Otte va ensenyar dibuix i educació física a Uerdingen. L'any 1920 es va matricular a la Bauhaus de Weimar, on va estudiar al taller tèxtil. Més tard va ser empleada del taller, treballant estretament amb Gunta Stölzl. Otte va deixar la Bauhaus el 1925.

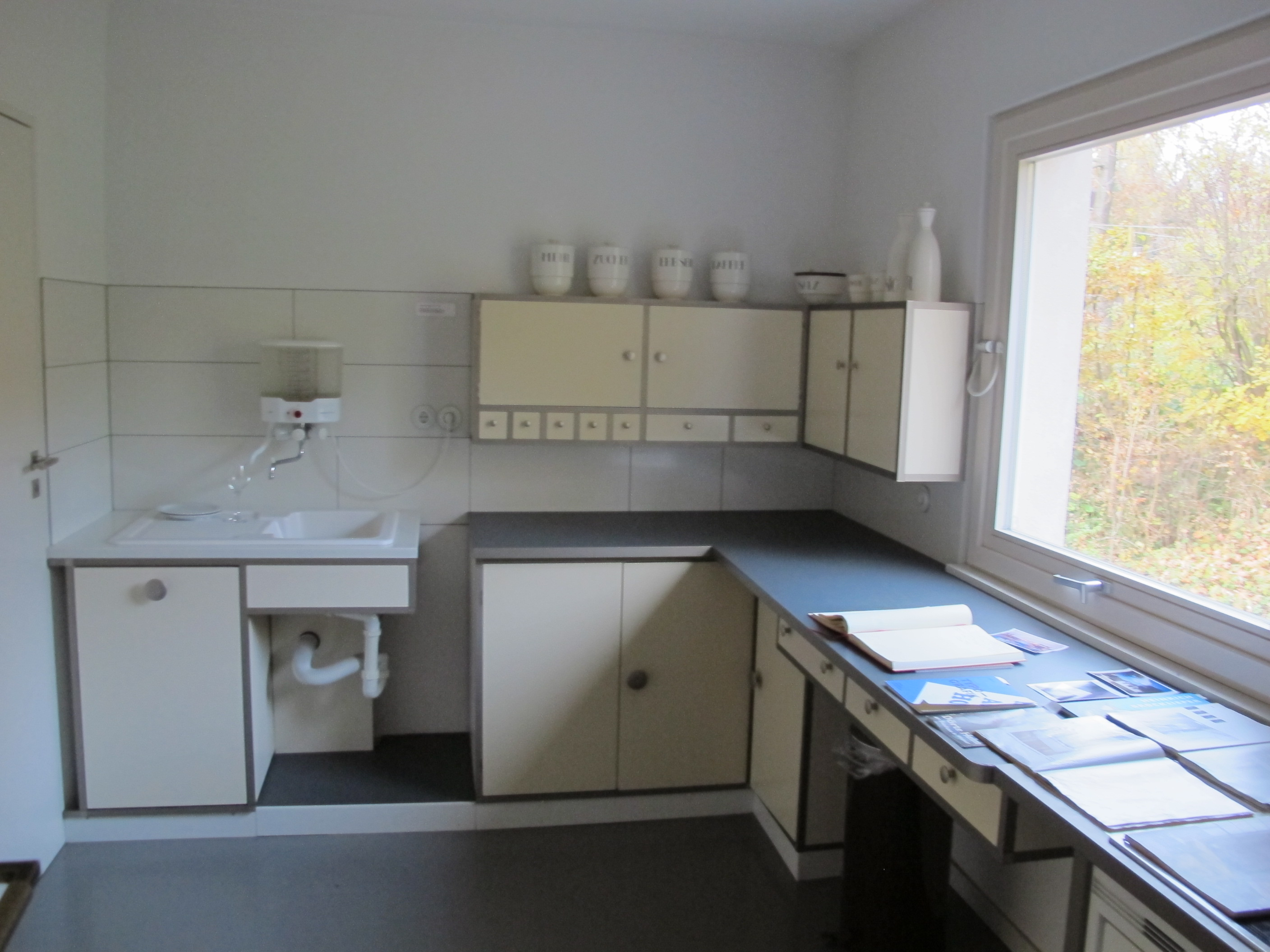
Cuina de Haus am Horn

Tot i que va treballar principalment com a teixidora, en diverses ocasions Otte va produir obra més enllà d'aquest suport artístic. Entre aquestes, destaca el seu disseny de 1923 per a la cuina de Haus am Horn a Weimar, el qual va inspirar a Margarete Schütte-Lihotzky per al disseny de la cuina Frankfurt l'any 1926.
Després de deixar la Bauhaus, Otte va exercir com a cap del taller de costura de la Kunstgewerbeschule Burg Giebichenstein, una universitat d'arts a Halle, actualment anomenada Burg Giebichenstein Kunsthochschule Halle (Universitat d'Art i Disseny de Burg Giebichenstein). L'any 1929 es va casar amb el fotògraf txec Heinrich Koch que havia estudiat amb Otte a la Bauhaus.
Diversos professors i alumnes de la Bauhaus van treballar a l'escola, incloent: Gerhard Marcks, el rector de 1928-1933; Hans Wittwer, qui va dirigir el departament d'arquitectura; Marguerite Friedländer i Erich Consemüller. Després de l'ascens Nazi al poder el 1933, Koch-Otte i altres persones del personal considerades avantguardistes van ser acomiadades de l'escola.
Després d'això, Koch-Otte i el seu marit es van mudar a Praga. Heinrich Koch va morir en un fatal accident el 1934 i ella va tornar a Alemanya, on va ensenyar a la Fundació Bodelschwingh Bethel (Bodelschwinghsche Stiftungen Bethel), un hospital psiquiàtric situat al districte Bethel de Bielefeld. A l'hospital, Koch-Otte feia tallers de costura per a pacients. Va treballar en la fundació fins a la seva jubilació, el 1957.
Koch-Otte va morir el 26 d'abril de 1976 a Bielefeld.
El carrer Benita Koch-Otte (Benita-Otte-Straßi), a Erfurt, va ser nomenat en memòria de l'artista.